# Ирани, Аруна
Аруна Ирани (англ. Aruna Irani; род. 18 августа 1946[…], Бомбей, Британская Индия) — индийская актриса

 и кинорежиссёр

, сыгравшая более чем в 500-х фильмах на хинди, каннада, маратхи и гуджарати, играя в основном второстепенные и характерные роли.

## Биография
Аруна Ирани родилась 18 августа 1946 года в городе Бомбее в Британской Индии в семье иранца и матери-индуистки. Её отец Фаредун Ирани руководил драматической труппой, а мать Сагуна была актрисой. Она старшая из восьми братьев и сестёр. 

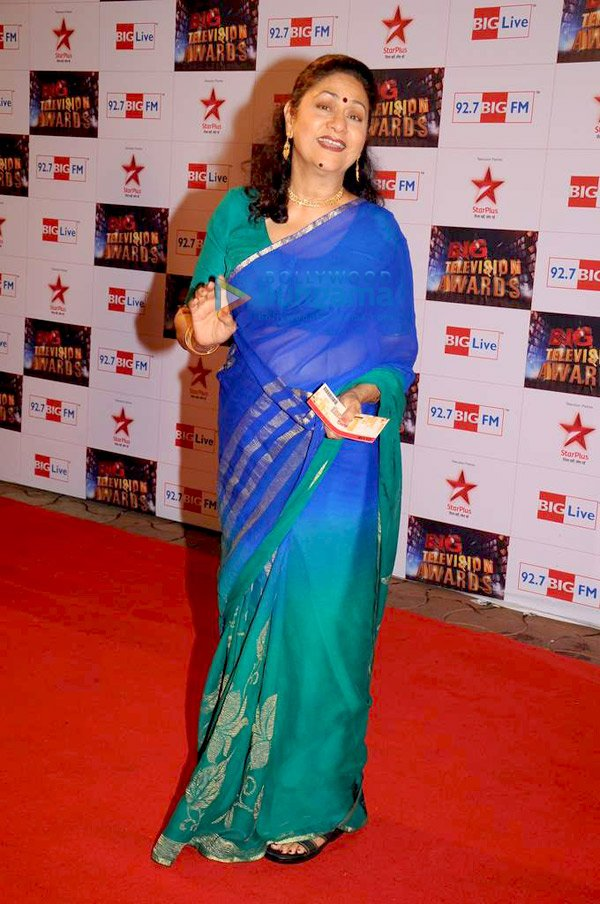
Аруна Ирани

Она любила учиться и мечтала стать врачом, но ей пришлось бросить учёбу после шестого семестра, потому что у её семьи не было достаточно денег, чтобы дать образование всем детям. Ирани утверждает, что сама научилась танцевать во время работы в кино, потому что не могла позволить себе профессиональное обучение. Её братья Индра Кумар, Ади Ирани и Фироз Ирани также тесно связаны с киноиндустрией, а актриса Бинду — её двоюродная сестра.
Аруна Ирани дебютировала в фильме «Ганга Джамна» (1961), сыграв детскую версию героини Азры. Затем она снялась в фильме «Ирония судьбы» (1962) в качестве детской версии Малы Синхи. После чего последовало несколько небольших ролей в таких фильмах, как Jahan Ara (1964), «Долг» (1967), Upkar (1967) и «Время муссонов» (1969). Позже она работала с комиком Мехмудом Али в таких фильмах, как «Дети» (1968), «Любовь и богатство» (1970), Devi (1970) и «Новые времена» (1971).
В 1973 году сыграла в блокбастере Раджа Капура «Бобби».
В конце 1980-х и 1990-х Аруна Ирани, в силу возраста, переключилась на материнские роли.
Она получила две премии «Filmfare Award за лучшую женскую роль второго плана», за фильмы «Голод, любовь и грех» (1985) и «Сын» (1992), и была номинирована больше всего раз, установив рекорд по количеству номинаций в этой категории. В январе 2012 года Ирани была удостоена Премии журнала «Filmfare» за вклад в кинематографию на 57-й церемонии вручения наград Filmfare Awards.